# Angelo Bianchetti
Angelo Bianchetti (Milano, 1º gennaio 1911 – Savona, 1º gennaio 1994) è stato un architetto italiano.

## Biografia

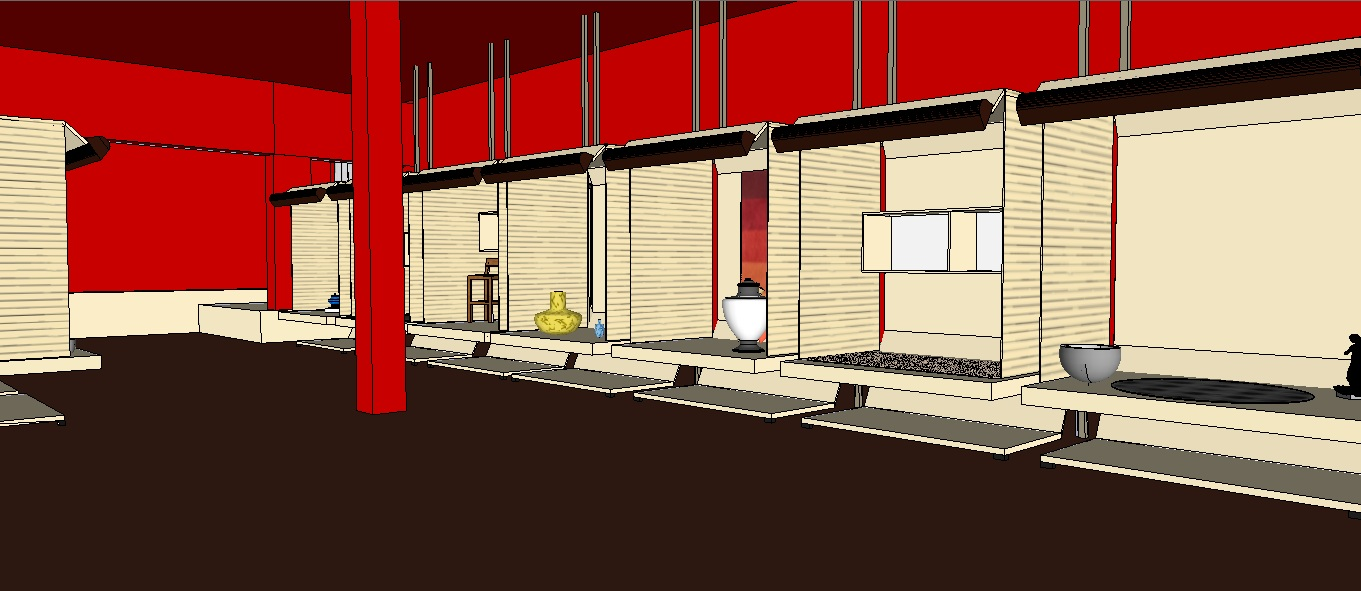
Vista della Mostra popolare italiana allestita da Bianchetti per la XI edizione della Triennale di Milano

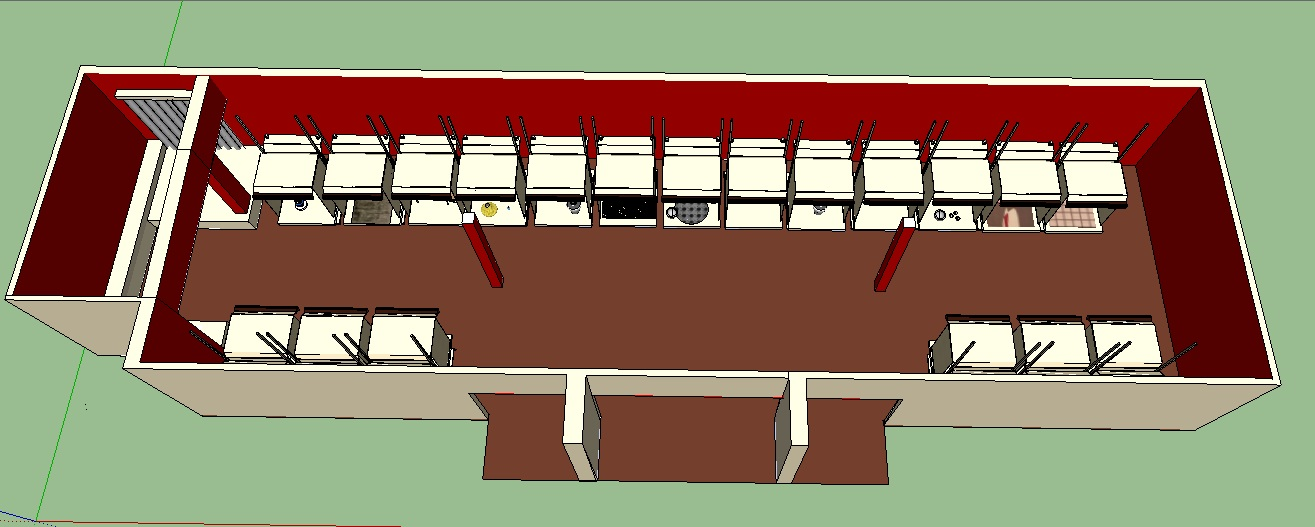
Vista dall'alto della Mostra popolare italiana allestita da Bianchetti per la XI edizione della Triennale di Milano

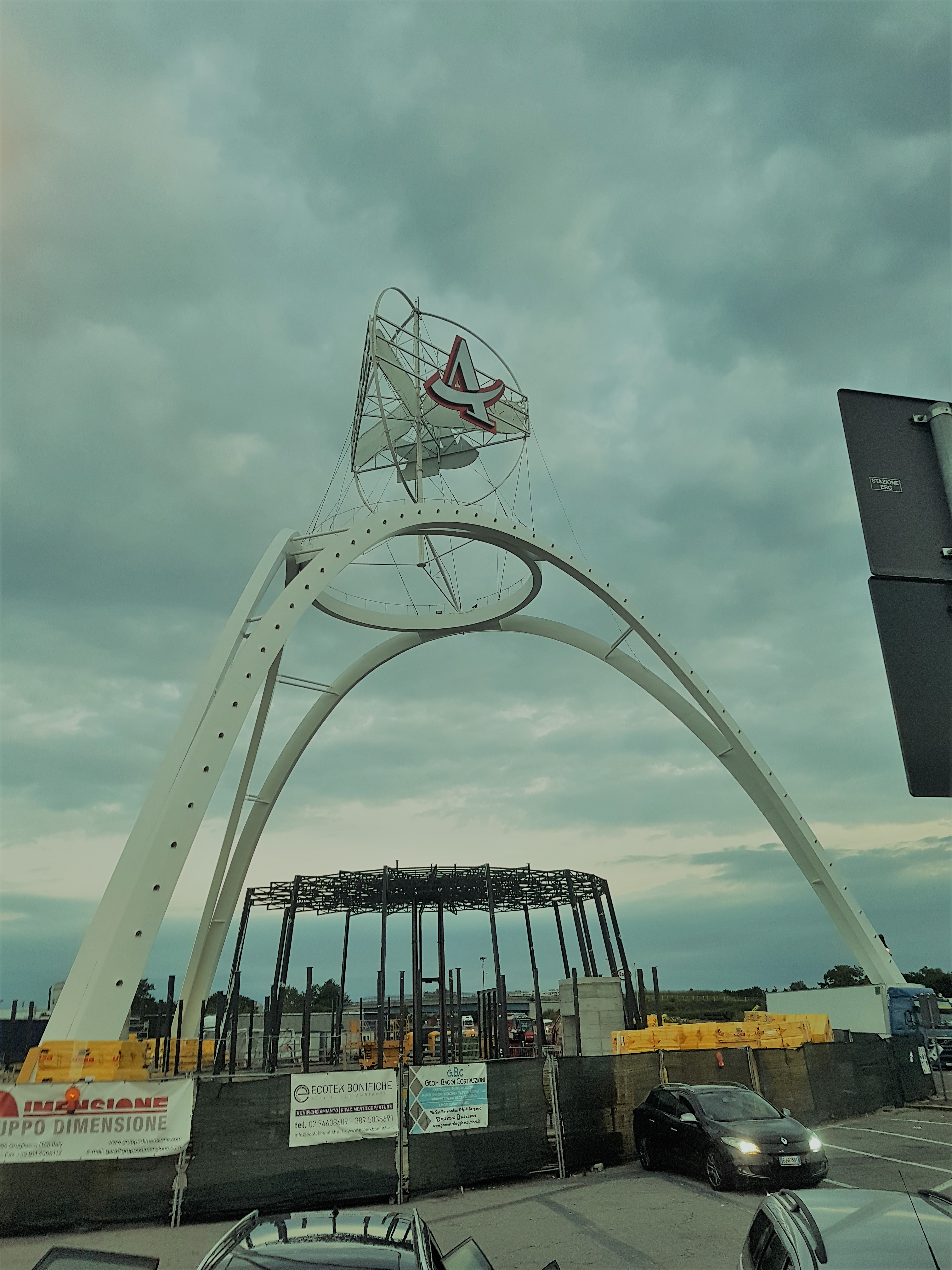
L'autogrill Villoresi Ovest progettato da Angelo Bianchetti in rifacimento nel luglio 2020.

Angelo Bianchetti nacque a Milano nel 1911.
Studiò architettura al Politecnico di Milano, laureandosi nel 1934, dopo di che effettuò viaggi di perfezionamento in Germania, dove lavorò a Berlino negli studi di Ludwig Mies van der Rohe e incontrò Walter Gropius e Marcel Breuer.
Incominciò la sua attività in un momento basilare della polemica fra tradizionalisti e i razionalisti e si avvicinò a questi ultimi, mettendosi in evidenza alla Triennale di Milano del 1936.
In Italia collaborò con Giuseppe Pagano nel 1938, e con Cesare Pea progettò gli allestimenti di mostre e i padiglioni pubblicitari per le fiere. Un tema molto in auge nel 
ventennio fascista per promuovere un'immagine moderna e cosmopolita delle aziende italiane in Italia e nel mondo nelle grandi esposizioni internazionali.
Angelo Bianchetti negli anni precedenti alla seconda guerra mondiale collaborò con la rivista Casabella-Costruzioni, diretta da Giuseppe Pagano, assieme ad altri giovani architetti promettenti, quali Erberto Carboni, Marcello Nizzoli, Bruno Munari.
Tra le opere realizzate si ricorda il padiglione di Bianchetti e Pea alla Fiera di Milano nel 1938, quello per la Mostra del tessile nazionale a Roma nel 1939, quello alla Fiera di Milano del 1939, formato da un esile telaio a tre ordini coperto da leggeri voltini, nello stile tipico del razionalismo italiano.
Interessante si dimostrò lo scritto di Angelo Bianchetti e Cesare Pea del 1941, riguardante l'architettura pubblicitaria, che gettò le basi per le architetture pubblicitarie del paesaggio autostradale italiano del secondo dopoguerra:
(A. Bianchetti-C. Pea, Architettura pubblicitaria, in Casabella-Costruzioni, n.159-160, 1941)
Subito dopo la fine delle ostilità Bianchetti progettò una delle sue opere più significative, il Palazzo delle Nazioni alla Fiera di Milano (1946), nel quale la limpidezza degli elementi architettonici e il movimento delle scale manifestarono una totale accettazione delle teorie razionaliste.
La collaborazione con Pea si interruppe nel 1952, subito dopo il restauro del Palazzo Grassi a Venezia, con la costruzione di un teatro all'aperto.
Dopo lo stabilimento Durban's, nel 1963 realizzò la nuova sede dell'Istituto Autonomo per le Case Popolari di Milano, in cui espresse vari stili e anche qualche elemento anti-razionalista.
Nel 1958 costruì l'Autogrill "a piramide spaziale" di Villoresi Ovest; successivamente si impegnò dal 1959 al 1978 alla costruzione dei celebri Autogrill Pavesi a ponte sulle autostrade, undici a ponte, oltre a settanta aree di ristoro laterali in tutta Italia.